# Scoop bin
Lo Scoop bin è un tipo di subwoofer a carico posteriore del tipo a tromba per le basse frequenze. La particolarità della cassa è data dal fatto che il suono proviene sia dal carico frontale del woofer che dalla tromba.
È largamente usato nei sound system. Il suo suono si presta per la riproduzione della musica reggae e dub per la potenza e la profondità nelle frequenze basse. Solitamente questo tipo di cassa monta degli altoparlanti di grandi dimensioni, da 15, 18, 21 o 24 pollici. Il progetto nasce oltre 30 anni fa da JBL, ma con il tempo inizia ad estinguersi a causa della poca versatilità, del complicato progetto di realizzo e della poca fedeltà di riproduzione, difatti non viene più commercializzato e chiunque ne fosse interessato ha una sola possibilità per averlo: l'autocostruzione (oggi parecchio diffusa). Da allora questo particolare tipo di cassa inizia a prendere piede in Giamaica, dove viene utilizzata per riempire il suono dei sound system e da lì inizia a diffondersi nel Regno Unito, dove oggi c'è una vera e propria cultura del sound system autocostruito.